# Гюлен, Левент
Левент Гюлен (нем. Levent Gülen; родился 16 марта 1994, Цюрих) — швейцарский и турецкий футболист, защитник клуба «Медзь».

## Карьера
Левент Гюлен родился в турецкой семье в швейцарском округе Арау. Здесь же он начал заниматься футболом. В сезоне 2011/12 Гюлен попал в систему одного из лучших клубов страны — «Грассхоппера». Дебют игрока в Суперлиге состоялся 20 октября 2013 года в матче против «Лозанны». В целях увеличения игровой практики был отдан в аренду в 2014 году в турецкий клуб «Кайсериспор», за который выступал в Турецкой Суперлиге. 9 февраля 2016 года отдан в аренду клубу «Вадуц», выступающему в Суперлиге Швейцарии.